# دانيال جوزيف ماريون
دانيال جوزيف ماريون هو سياسي كندي، ولد في 6 ديسمبر 1945 في كندا.